# Астрономический вестник
«Астрономический вестник» — выходящий с 1967 года научный журнал Академии наук России, орган Астрономо-геодезического объединения.
Является преемником журнала «Бюллетень ВАГО», выходившего в 1939—1941 и 1947—1965 годах. В журнале публикуются обзоры, научные статьи и заметки о результатах астрономических наблюдений. В США выходит на английском языке под названием «Solar System Research» (с англ. — «Исследование Солнечной системы»).